# Vidéo composante
Ne doit pas être confondu avec vidéo composite.

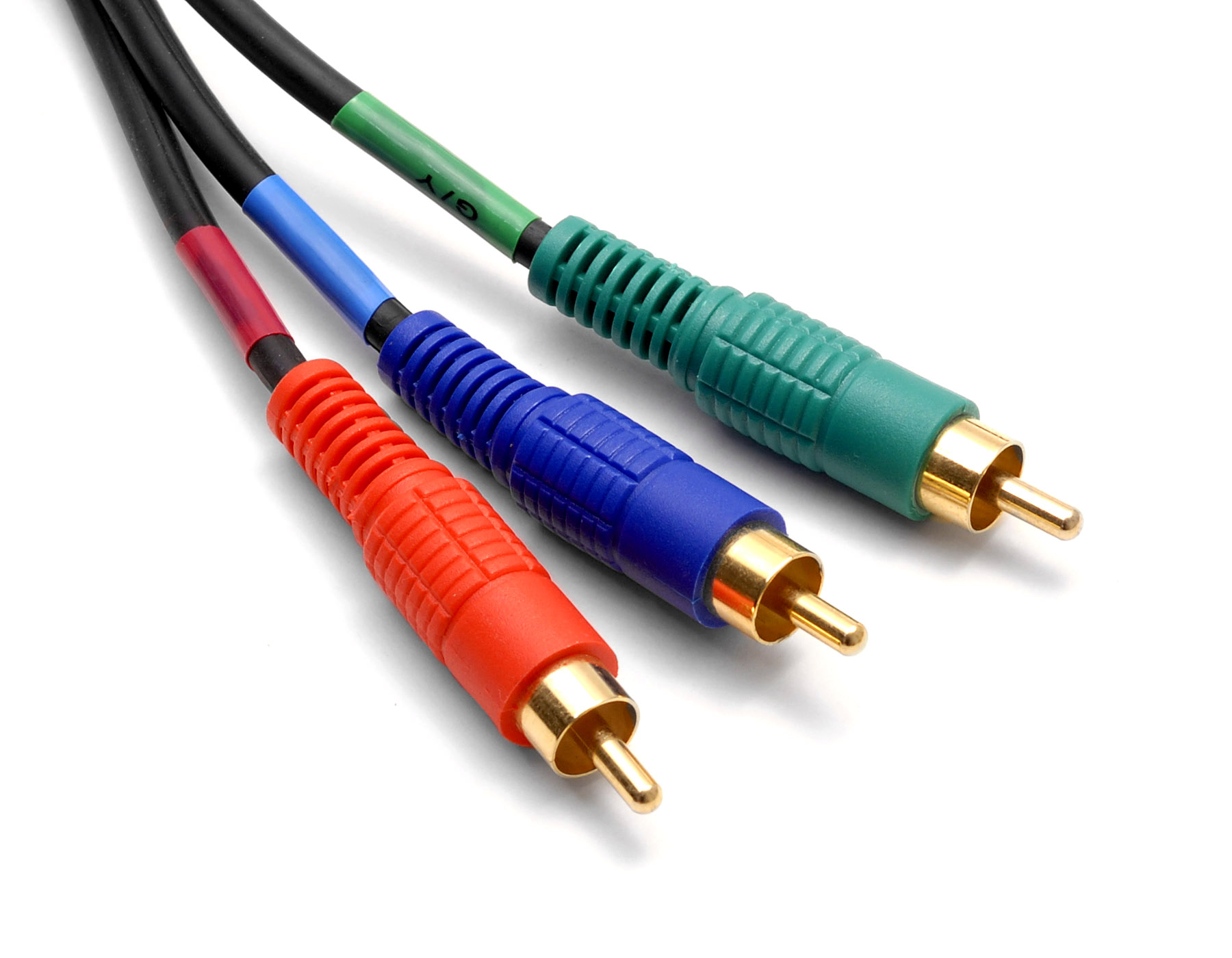
Prises RCA de couleurs standardisées terminant un câble YPbPr.

La vidéo composante ou Vidéo composante est un signal vidéo nécessitant de séparer par différents canaux distincts ses données électroniques de luminance et de chrominance, contrairement au signal vidéo composite lequel combine toutes les informations dans un seul et même signal.
Les câbles vidéocomposante ne transmettent pas de signaux sonores et doivent donc le plus souvent être associés à des câbles audio complémentaires et distincts. L'utilisation conventionnelle de la vidéocomposante concerne la transmission d'un signal de meilleure performance, notamment vers un téléviseur, un moniteur informatique ou vidéoprojecteur.

## Distinction composante / composite
La vidéo composante est souvent confondue avec le signal vidéocomposite. La différence entre les deux réside dans le fait que la vidéo composante transmet le signal luminance et les informations chrominance tandis que le signal composite combine ces informations en une seule sortie.
La vidéo composante recouvre plusieurs types de connecteurs, les plus courants étant les connectiques S-Video, YPbPr et Péritélévision.

## Les plus courants

### S-Video

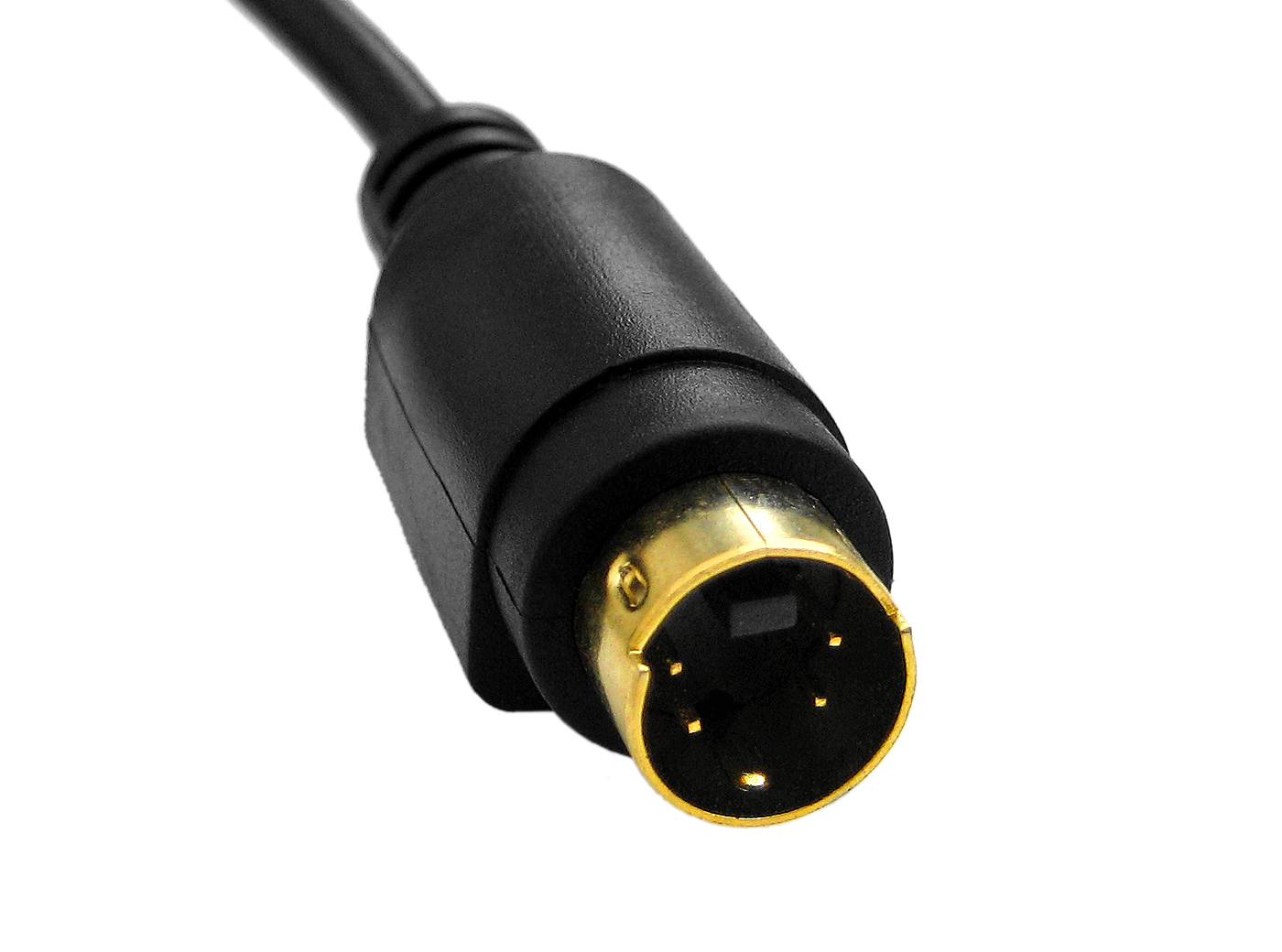
Connecteur S-Video (mini DIN 4)

L'S-Video, également appelée générique ou vidéo séparée, est une forme de vidéo composante qui utilise quatre fils pour transmettre la vidéo : un canal pour le signal luminance et un autre pour les informations chrominance. Le signal S-video est adapté aux écrans à tube cathodique, mais il n'est pas adapté aux écrans à dalle LCD.

### YPbPr
Le YPbPr (« luma, bleu, rouge ») est une norme de vidéo composante compatible avec les signaux Rec. 601 et Rec. 709, répandue dans le domaine du jeu vidéo (notamment sur la console Xbox). Elle utilise trois paires de prises phono coloriés respectivement en jaune, bleu et rouge, mais les câbles YPbPr ne sont pas réversibles : un câble bleu-rouge-jaune ne fonctionnera pas.

### Péritélévision

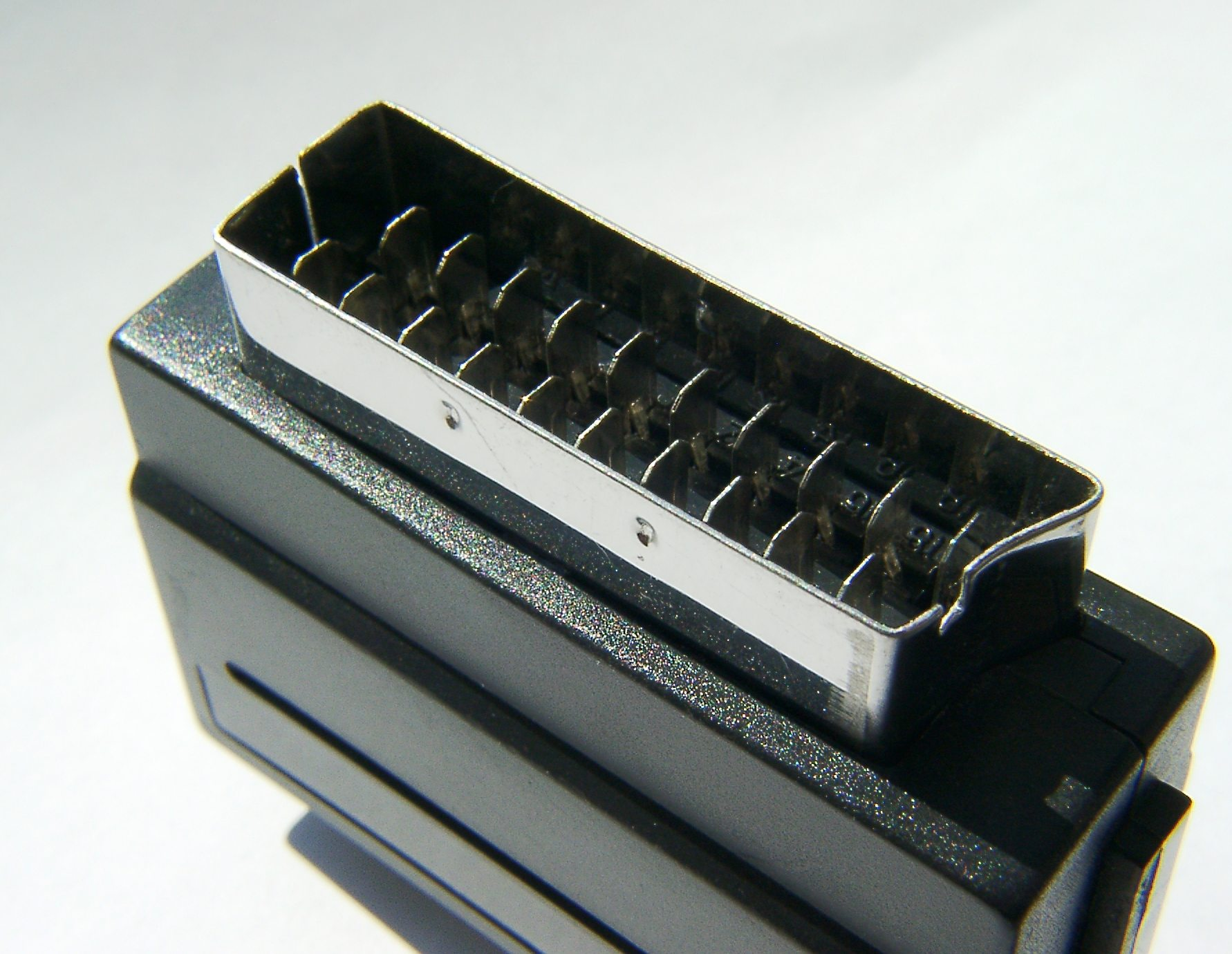
Connecteur péritélévision (DIN 8)

La vidéo composante sur connecteur péritel est une forme de vidéo composante utilisée pour la connexion d'un magnétoscope ou d'un lecteur DVD à un téléviseur équipés des prises correspondantes. Elle transmet trois signaux vidéo individuels par le biais de trois fils diffusés en trois couleurs distinctes (vert, bleu et rouge), ainsi que quatre autres fils destinés au transport du son stéréophonique et aux signaux de commande des appareils reliés entre eux. Les connecteurs Péritel sont peu courants hors Europe continentale.

## Le HDTV

### HDMI

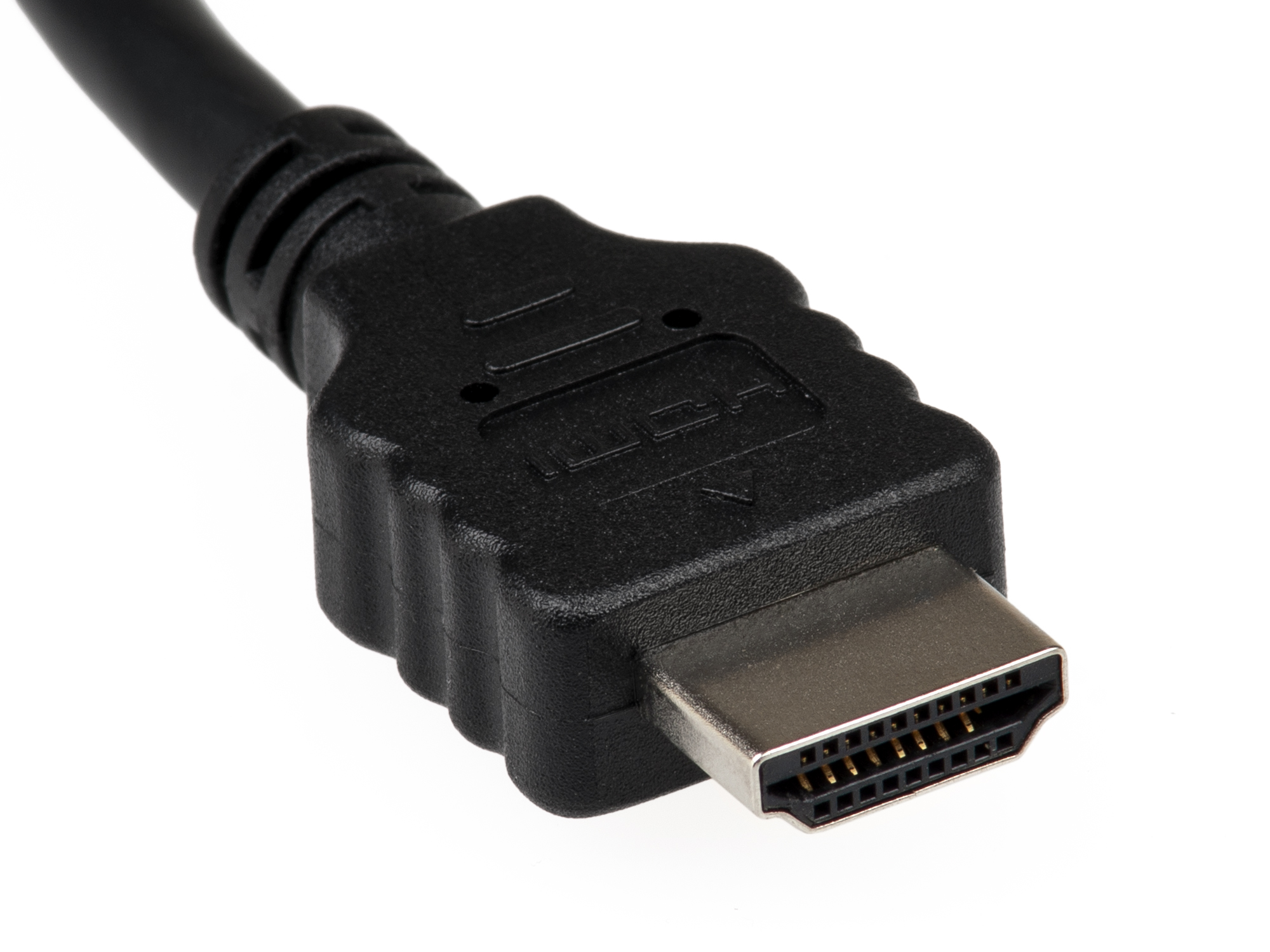
Connecteur HDMI (19 broches)

Le High-Definition Multimedia Interface (« interface multimédia haute définition »), plus communément appelée HDMI, est une norme de vidéo composante largement utilisée dans le domaine du home cinéma. Elle transmet la vidéo et le son numérique sur un seul câble et permet la connexion entre les sources audio/vidéo (telles que les lecteurs Blu-ray ou les consoles de jeux) et l'afficheur. Cette norme est compatible avec toutes les résolutions allant jusqu'au 1080p, mais elle ne prend pas en charge la 3D ni le 4K Ultra HD pour la simple et bonne raison que les câbles HDMI 1.4 ne sont pas capables de transmettre correctement des signaux à ces résolutions. En effet, pour ces résolutions, il faut passer à la version HDMI 2.0 et ses câbles compatibles.

### DVI

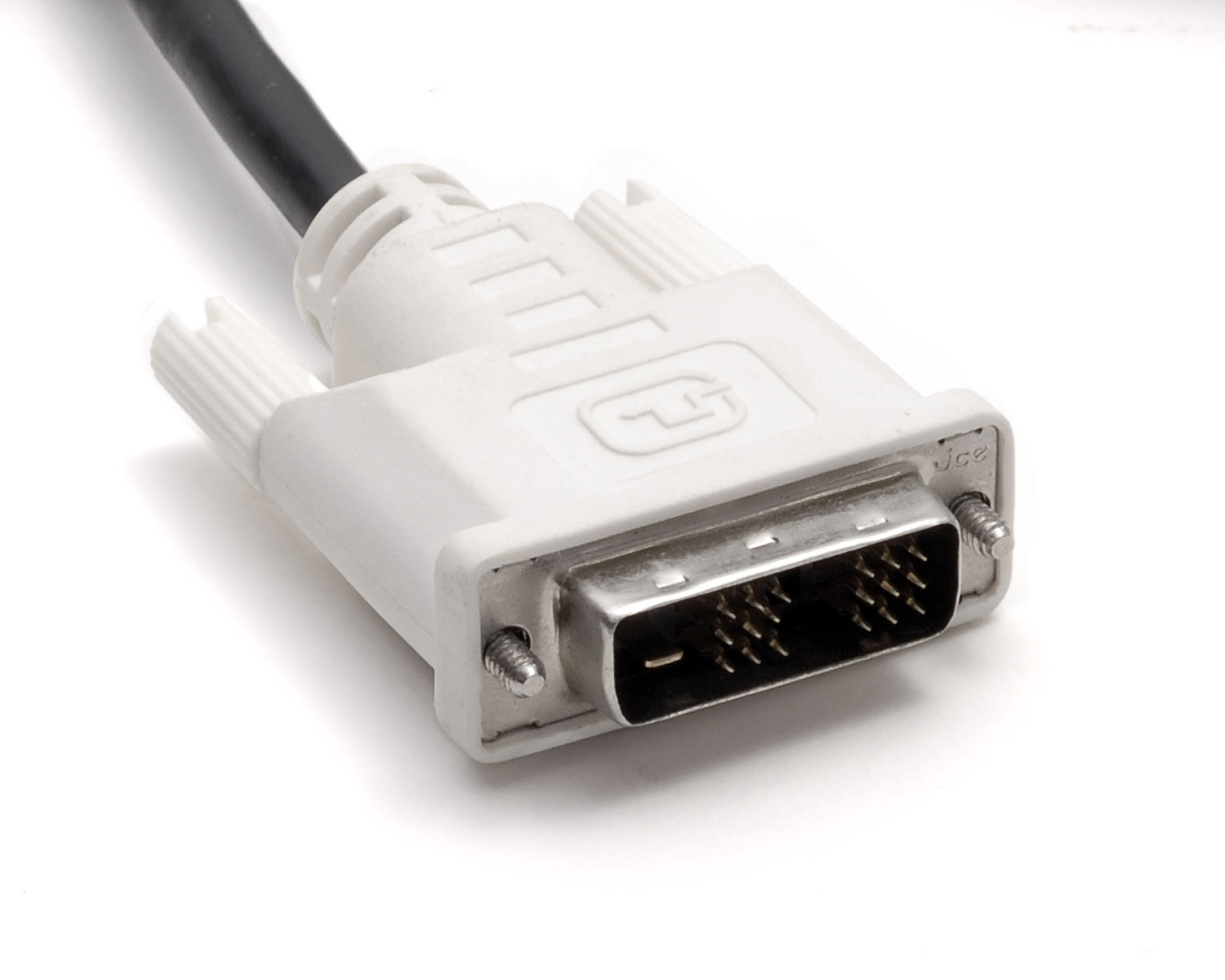
Connecteur DVI (24+1 broches)

Le Digital Visual Interface (« interface visuelle numérique »), plus communément appelée DVI, est une norme de vidéo composante largement utilisée dans le domaine du home cinéma. Elle transmet la vidéo numérique sur un seul câble et permet la connexion entre les sources audio/vidéo et l'afficheur, mais elle ne prend pas en charge le son stéréophonique ni les signaux de commande des appareils reliés entre eux ; pour cela il faut passer à la version HDMI. La norme DVI est compatible avec toutes les résolutions allant jusqu'au 1080p, mais elle ne prend pas en charge la 3D ou le 4K Ultra HD pour les mêmes raisons que celles énoncées précédemment.